# A Letter to Elise
A Letter to Elise è un singolo del gruppo musicale britannico The Cure, pubblicato il 5 ottobre 1992 come terzo estratto dall'album Wish.

## Descrizione
To Make Your Eyes Catch Fire»
Fino a far prendere fuoco ai tuoi occhi»
(A Letter to Elise, The Cure)
A Letter to Elise venne suonata in anteprima durante uno show MTV Unplugged nel 1991, con un testo molto diverso rispetto alla versione definitiva poi pubblicata su singolo.
Una delle influenze di Robert Smith durante la composizione del brano fu Lettere a Felice di Franz Kafka.

## Tracce singolo
7" single
1. A Letter to Elise – 4:20
2. The Big Hand – 4:52

12" single
1. A Letter to Elise (Blue Mix)
2. The Big Hand
3. A Foolish Arrangement

CD single (ficcd46)
1. A Letter to Elise
2. The Big Hand
3. A Foolish Arrangement
4. A Letter to Elise (Blue Mix)

## Formazione
- Robert Smith - basso, chitarra, tastiera, voce, basso a 6 corde
- Perry Bamonte - basso a 6 corde, chitarra, tastiera
- Simon Gallup - basso, tastiera
- Porl Thompson - chitarra
- Boris Williams - percussioni, batteria

## Classifiche
| Classifica (1992)         | Posizione massima |
| ------------------------- | ----------------- |
| Irlanda                   | 23                |
| Nuova Zelanda             | 13                |
| Regno Unito               | 28                |
| Stati Uniti (alternative) | 2                 |
| Svezia                    | 39                |

## Cover
- Aaron Sprinkle nel suo EP Really Something.
- blink-182 durante la trasmissione MTV Icon dedicata ai Cure.
- Sense Field sull'album Living Outside del 2003.